# Elaver texana
Elaver texana is een spinnensoort in de taxonomische indeling van de struikzakspinnen (Clubionidae).
Het dier behoort tot het geslacht Elaver. De wetenschappelijke naam van de soort werd voor het eerst geldig gepubliceerd in 1933 door Willis J. Gertsch.